# Nanyi (köpinghuvudort i Kina, Jiangxi Sheng, lat 29,45, long 115,33)
Nanyi är en köpinghuvudort i Kina. Den ligger i provinsen Jiangxi, i den sydöstra delen av landet, omkring 100 kilometer nordväst om provinshuvudstaden Nanchang. Antalet invånare är 20 106. Befolkningen består av 9 902 kvinnor och 10 204 män. Barn under 15 år utgör 19,0 %, vuxna 15-64 år 73 %, och äldre över 65 år 7,0 %.
Runt Nanyi är det ganska tätbefolkat, med 93 invånare per kvadratkilometer. Närmaste större samhälle är Luxi, 9,1 km väster om Nanyi. I omgivningarna runt Nanyi växer i huvudsak blandskog.
Genomsnittlig årsnederbörd är 2 252 millimeter. Den regnigaste månaden är maj, med i genomsnitt 345 mm nederbörd, och den torraste är januari, med 52 mm nederbörd.